# 劉聖斌
劉聖斌（1910年—1956年6月21日）。遼寧省綏中縣人。民國37年（1948年）在遼寧省選區當選第一屆立法委員。

## 生平[1][2]
- 國立清華大學外國語文學系文學士
- 英國倫敦大學政經學院政治學碩士
- 國立東北中山中學教員
- 教育部東北青年升學補習班班主任
- 時與潮社總編輯、副社長
- 國立東北大學文學院教授
- 東北中正大學政治系主任
- 民國45年6月21日病故[3]